# 니시키정 (미에현)
니시키정(錦町)은 일본 미에현 기타무로군에 설치되었던 정이다. 현재의 다이키정의 일부에 해당한다.